# José Manuel González López
José Manuel González López, més conegut com a José González, (nascut el 14 d'octubre de 1966 a Cadis) és un exfutbolista andalús. José González jugava en la posició de davanter. Després de la seva retirada com a jugador s'ha dedicat a entrenar diversos equips, com el Cadis CF. Actualment dirigeix el Còrdova CF.

## Clubs

### Jugador
| Club              | Lliga     | Any       |
| ----------------- | --------- | --------- |
| Cádiz B           | Espanyola | 1984-1986 |
| Cadis CF          | Espanyola | 1986-1991 |
| RCD Mallorca      | Espanyola | 1991-1993 |
| Albacete Balompié | Espanyola | 1993-1994 |
| Rayo Vallecano    | Espanyola | 1994-1995 |
| Màlaga CF         | Espanyola | 1995-1996 |
| Tianjin Lifei     | Xinesa    | 1996-1997 |

### Entrenador
| Club              | Lliga     | Any       |
| ----------------- | --------- | --------- |
| Cádiz B           | Espanyola | 2001-2002 |
| Cadis CF          | Espanyola | 2002-2004 |
| Albacete Balompié | Espanyola | 2004-2005 |
| Cadis CF          | Espanyola | 2006-2007 |
| Córdoba CF        | Espanyola | 2008-     |